# Bugatti Type 101
Der Bugatti Type 101 (auch: Bugatti T 101) war der letzte Personenwagen, den der französische Automobilhersteller Bugatti entwickelte und baute. Mit ihm unternahm das traditionsreiche Elsässer Werk den Versuch, nach dem Zweiten Weltkrieg die reguläre Automobilproduktion wieder aufzunehmen. Es gelang Bugatti allerdings nicht, an die Erfolge der Vorkriegszeit anzuknüpfen. Nur sechs T 101 wurden hergestellt; daneben erhielten einige ältere Bugattis nachträglich Karosserien im Stil des T 101.

## Vorgeschichte: Wiederaufnahme der Automobilproduktion in Molsheim
Bereits kurz nach Ende des Zweiten Weltkriegs hatte der Unternehmensgründer Ettore Bugatti die Wiederaufnahme der Automobilproduktion in Aussicht gestellt. Zu diesem Zweck konstruierte das Werk den Type 73, ein zweitüriges Fließheckcoupé mit konservativer Linienführung und einem 1,8 Liter großen Vierzylindermotor. Ettore Bugatti kündigte 1946 die Produktion einer Straßen- sowie einer Rennsportversion des T 73 an; letztlich wurde aber abgesehen von einem Prototyp kein einziges Auto komplettiert. Gründe hierfür waren die unklaren Besitzverhältnisse an den Produktionsanlagen in Molsheim sowie wirtschaftliche Schwierigkeiten des Unternehmens.
Nach dem Tod Ettore Bugattis 1947 übernahm zunächst der Rennfahrer Pierre Marco die Leitung des Unternehmens, 1951 übergab er sie an Ettore Bugattis Sohn Roland. In den späten 1940er-Jahren beschäftigte sich das Werk in erster Linie mit der Restaurierung älterer Bugattis.
1951 unternahm Bugatti einen weiteren Versuch, sich wieder als Automobilhersteller zu etablieren. Um zum Ausdruck zu bringen, dass es sich hierbei um einen Neuanfang handele, entschied sich Roland Bugatti bei der Bezeichnung des neuen Autos gegen eine lückenlose Fortsetzung des bisherigen Nummerierungssystems – nach dem das neue Modell hätte Type 81 heißen müssen – und wählte stattdessen die Bezeichnung Type 101.

## Modellgeschichte
Ungeachtet seiner Bezeichnung war der Bugatti T 101 tatsächlich kein Neuanfang. Das Auto war im Wesentlichen eine Neuauflage des 1934 vorgestellten Bugatti Type 57. Bugatti übernahm das Chassis und das Fahrwerk des erfolgreichen Vorkriegsmodells nahezu unverändert. Dazu gehörte auch die vordere Starrachse, die inzwischen – sechs Jahre nach Ende des Zweiten Weltkriegs – ein veraltetes Konstruktionsmerkmal war. Neu war lediglich eine stärkere Bremsanlage.
Als Antrieb diente der bekannte, aus den 1930er-Jahren stammende Reihenachtzylindermotor mit 3,3 Liter Hubraum und zwei obenliegenden Nockenwellen. Auch hier gab es kaum Veränderungen; die Modifikationen betrafen in erster Linie die Gemischaufbereitung: Anstelle der Stromberg-Vergaser der Vorkriegsmodelle wurden nun Fallstromvergaser von Weber verwendet. Eine Leistungssteigerung mit Kompressor war auf Wunsch lieferbar. Die Kraft übertrug ein handgeschaltetes Vierganggetriebe; wahlweise konnte ein elektrisch betätigtes Cotal-Vorwählgetriebe bestellt werden.
Auch in anderer Hinsicht war erkennbar, dass der Type 101 kein neues Auto war: Bugatti verwendete auch beim Bau der Chassis zahlreiche Teile, die bereits vor dem Krieg produziert und seitdem in den Lagerhallen des Werks untergebracht worden waren.

## Produktionsumfang
Über den Produktionsumfang des Bugatti T 101 gibt es unterschiedliche Angaben; einige Quellen gehen von sechs, andere von sieben Fahrzeugen aus. Diese Divergenzen haben ihren Grund in unterschiedlichen Zählweisen.
Gesichert ist, dass zwischen 1951 und 1956 bei Bugatti insgesamt sechs fahrbereite Chassis des T 101 entstanden. Daneben produzierte der in Colmar ansässige Zweig der Carrosserie Gangloff 1951 ein Coupé im Stil des T 101, das allerdings auf einem älteren Fahrwerk vom Type 57 (Chassis-Nr. 57.454) beruhte. Betrachtet man dieses Fahrzeug ungeachtet seiner Fahrgestellnummer als ein Modell der Baureihe 101, dann beträgt der Produktionsumfang dieser Reihe insgesamt sieben Fahrzeuge, anderenfalls sind es nur sechs.
Die Nummern der zwischen 1951 und 1956 hergestellten Fahrgestelle des Typs 101 lauten 101.500, 101.501, 101.502, 101.503, 101.504 und 101.506. Es gibt keine Hinweise auf die Existenz eines Fahrgestells mit der Chassisnummer 101.505. Die meisten Publikationen gehen davon aus, dass diese Nummer ausgelassen wurde, können dafür aber keine Gründe angeben.
Fünf der T-101-Fahrgestelle wurden 1951 und 1952 mit Karosserien unterschiedlicher Hersteller versehen; ein Fahrgestell erhielt erst 1965 nach umfangreichen Änderungen eine Karosserie. Mit einer Ausnahme folgten alle Aufbauten dem Pontonstil. Alle Fahrzeuge existieren heute noch. Sie stehen in Museen oder befinden sich in Sammlerhand.

## Die einzelnen Versionen
Eine Quelle nennt 5050 mm Länge für Limousine und 5200 mm Länge für Cabriolet, einheitlich 1720 mm Breite, 1550 mm Höhe und 1750 kg Leergewicht.

### Chassis Nr. 101.500: Der Prototyp

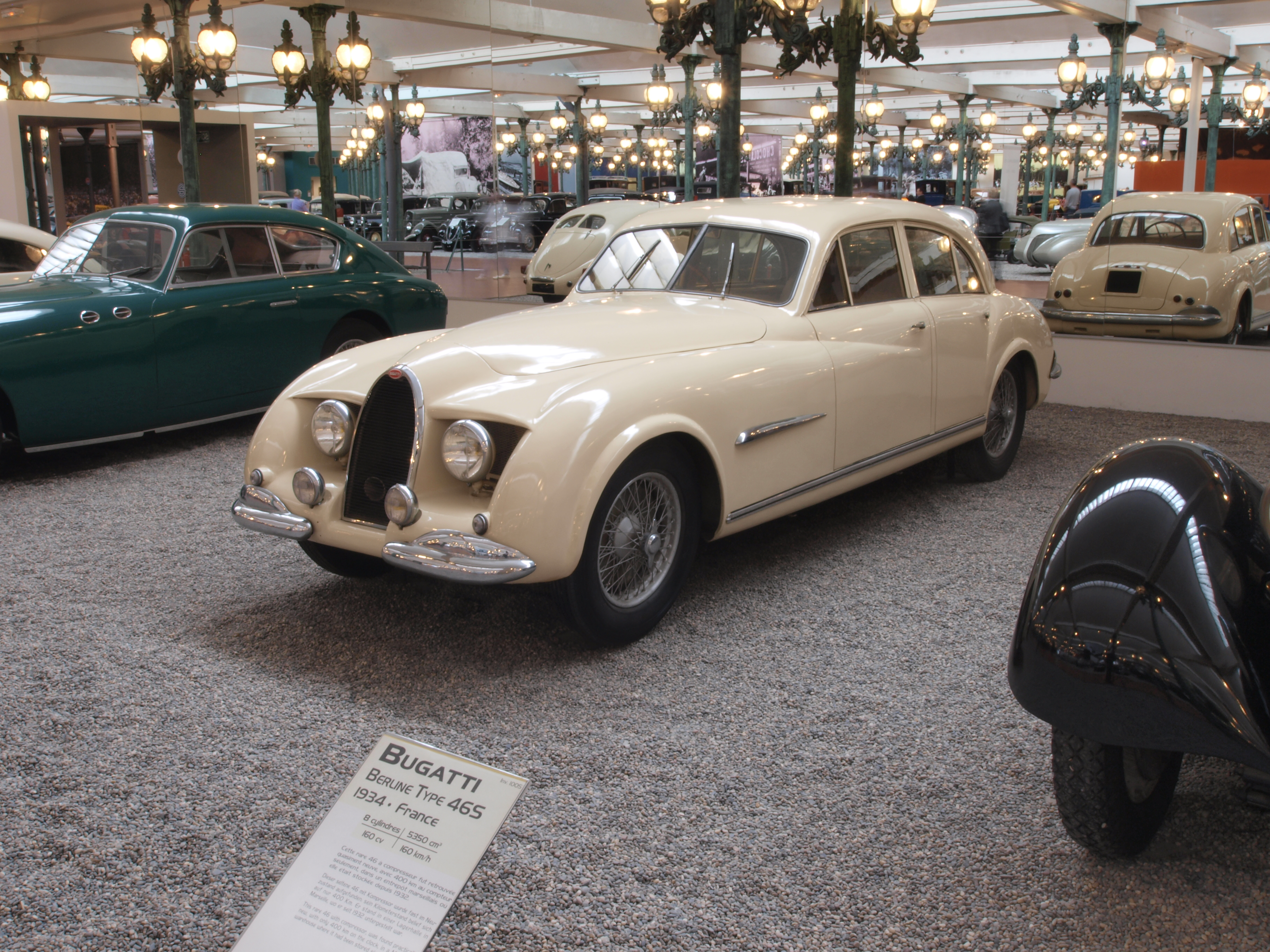
Der Prototyp des Bugatti T 101 mit einer Karosserie von Lepoix

Der Prototyp des T 101 trug eine Karosserie, die von dem französischen Industriedesigner Louis Lucien Lepoix gestaltet worden war. Lepoix hatte eine viertürige Stufenhecklimousine mit Kotflügeln entworfen, die fließend in die Türbleche übergingen. Ein besonderes Gestaltungsmerkmal betraf die Scheinwerfer. Sie befanden sich frei stehend und zurückversetzt in zwei Öffnungen beiderseits des Kühlergrills. Der crèmefarben lackierte Wagen befindet sich heute in der Collection Schlumpf.

### Chassis Nr. 101.501 und 101.503: Cabriolets Gangloff
1951 und 1952 stellte Gangloff in Colmar zwei Cabriolets mit glatten Linien her. Die Aufbauten waren abgesehen von kleinen Details identisch. Die Scheinwerfer waren in die vorderen Kotflügel integriert, der hufeisenförmige Kühlergrill war leicht gewölbt. Da der Motor, dem bei Vorkriegsmodellen üblichen Layout folgend, hinter der Vorderachse saß, gerieten die vorderen Überhänge knapp, während die Motorhaube sehr lang ausfiel.
Die Illustration eines Gangloff-Cabriolets zierte das Titelblatt des Type-101-Prospekts.

### Chassis Nr. 101.502: Coach Guilloré

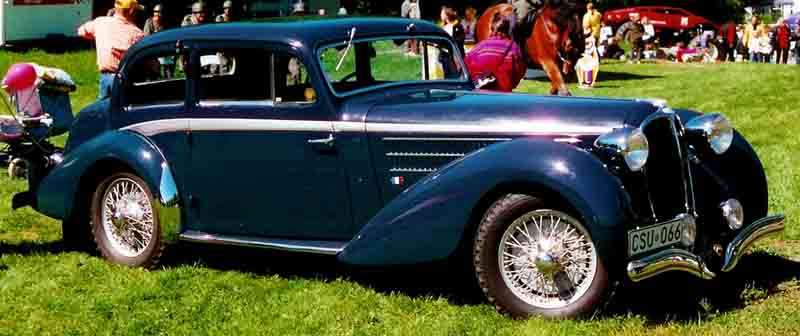
Ein Delahaye Type 135 M von 1939 mit einem Aufbau von A. Guilloré, der der Karosserie für das Bugatti-Chassis 101.502 weitestgehend entspricht

Das zweite Serienchassis des T 101 wurde 1951 von dem französischen Karosseriehersteller A. Guilloré aus Courbevoie eingekleidet. Guilloré hatte in der Vor- und unmittelbaren Nachkriegszeit in erster Linie Karosserien für Delahaye und Talbot hergestellt; eine Beziehung zu Bugatti hatte dagegen zunächst nicht bestanden. Guillorés Aufbau für den T 101 fiel im Vergleich zu den Aufbauten der anderen Karossiers betont konservativ aus. Anders als Lepoix und Gangloff folgte Guilloré nicht der Pontonlinie. Die Kotflügel des Coupés waren vielmehr frei stehend, die hohe Motorhaube lief auf einen aufrecht stehenden Kühlergrill zu. Die Türen waren hinten angeschlagen. Die meisten Beobachter gehen davon aus, dass Guilloré die Karosserie vor Beginn des Zweiten Weltkriegs ursprünglich für einen Delahaye Type 135 M entworfen und später nachträglich auf Kundenwunsch für das Bugatti-Chassis modifiziert hatte. Tatsächlich existieren mehrere Delahaye mit einer nahezu identischen Karosserie.
Der Wagen stand bis 1964 in Tunis, bevor er nacheinander von Sammlern in Belgien, in der Schweiz und in den Niederlanden übernommen wurde. 2008 wurde er von Bonhams zu einem Preis von 269.265 US-Dollar versteigert.

### Chassis Nr. 101.504: Antem Coupé
Das vierte Serienchassis des T 101 erhielt im Sommer 1951 eine Coupé-Karosserie von dem in Courbevoie ansässigen Karossier Antem. Der Sportwagen hatte eine niedrige Gürtellinie, eine sehr lange Motorhaube und eine knappe, kuppelartige Fahrgastzelle. Die vordere Verglasung war in die Fahrzeugseite hineingezogen, stellte aber keine Panoramascheibe im eigentlichen Sinn dar. Sie bestand vielmehr aus vier Einzelteilen. Bugatti stellte das Antem-Coupé zusammen mit einem Gangloff-Cabriolet auf dem Pariser Automobilsalon 1951 erstmals öffentlich aus. In den folgenden Jahrzehnten ging das Auto durch mehrere Sammlerhände; in den 1990er-Jahren gehörte es unter anderem dem Schauspieler Nicolas Cage.

### Chassis Nr. 101.506: Der Exner-Roadster
Das letzte Fahrgestell des T 101 wurde 1956 hergestellt. Es verblieb im Werk, bis es 1961 an den amerikanischen Automobildesigner Virgil Exner verkauft wurde. Exner ließ das Chassis modifizieren und gestaltete eine Roadster-Karosserie in neo-klassischem Stil, die 1965 bei der Carrozzeria Ghia hergestellt wurde. Er wird je nach Quelle als Exner-Bugatti oder als Ghia-Bugatti bezeichnet. Viele sehen in ihm den letzten jemals hergestellten klassischen Bugatti.
Virgil Exner war in den 1950er-Jahren Chefdesigner bei Chrysler. Dort gestaltete er die Modelle der 1955er Generation im sogenannten Million-Dollar-Look sowie den Forward-Look für die 1957er Generation. Ungeachtet des Erfolgs dieser vergleichsweise schlichten Entwürfe war Exner persönlich sehr am Design der 1930er-Jahre und an klassischen Automobilmarken interessiert und suchte nach Möglichkeiten, Stilelemente dieser Zeit auf aktuelle Fahrzeuge zu übertragen. Einen ersten Schritt hierzu unternahm er mit dem 1961er Imperial, der über frei stehende Frontscheinwerfer und seitliche Chromleisten verfügte, die geschwungene Kotflügel imitieren sollten. Exners Imperial-Entwurf erwies sich als Misserfolg. Nachdem er Chrysler Ende 1961 verlassen hatte, erarbeitete Exner diverse Studien für Automobilkarosserien, die über klassische Stilelemente verfügten. Dazu gehörten frei stehende Vorderräder und seitliche Auspuffanlagen. Exner wies diese Entwürfe klassischen, inzwischen eingestellten Automobilmarken wie z. B. Mercer zu; diese Projekte waren allerdings anfänglich nicht fundiert, sodass es zunächst bei bloßen Zeichnungen blieb. 1966 wurde ein Entwurf Exners für eine Neuauflage der Marke Duesenberg realisiert, die diesem Gestaltungsprinzip folgte. Das Duesenberg Model D genannte Projekt scheiterte an der Finanzierung; ab 1970 aber gelang es Exner und dem New Yorker Bankier James O’Donnell, die Marke Stutz neu zu beleben, die Exners Designkonzept aufgriff und bis 1987 neo-klassische Fahrzeuge produzierte.
In dieser Tradition steht Exners Karosserie für das letzte T-101-Fahrgestell. Exners zweisitziger Roadster hatte einen weit vorstehenden, hufeisenförmigen Kühlergrill, zurückversetzte Scheinwerfer, die an Lepoix’ Typ-101-Prototyp von 1951 erinnerten, eine geschwungene Zierleiste an den Fahrzeugflanken und eine geteilte Windschutzscheibe. Hinzu kamen hinten angeschlagene Türen. Einige dieser Stilmerkmale übernahm Exner später für seinen Stutz Blackhawk. Exner ließ den Aufbau des T 101 im Laufe des Jahres 1965 von der Carrozzeria Ghia in Turin durchführen. Ghia verkürzte das Chassis um 46 cm und erstellte in reiner Handarbeit eine Karosserie aus Stahlblech. Der Wagen wurde auf dem Turiner Autosalon im Herbst 1965 vorgestellt. Im Laufe der letzten Jahrzehnte hatte er mehrere Eigentümer; er steht heute in den USA.

### Weitere Modelle

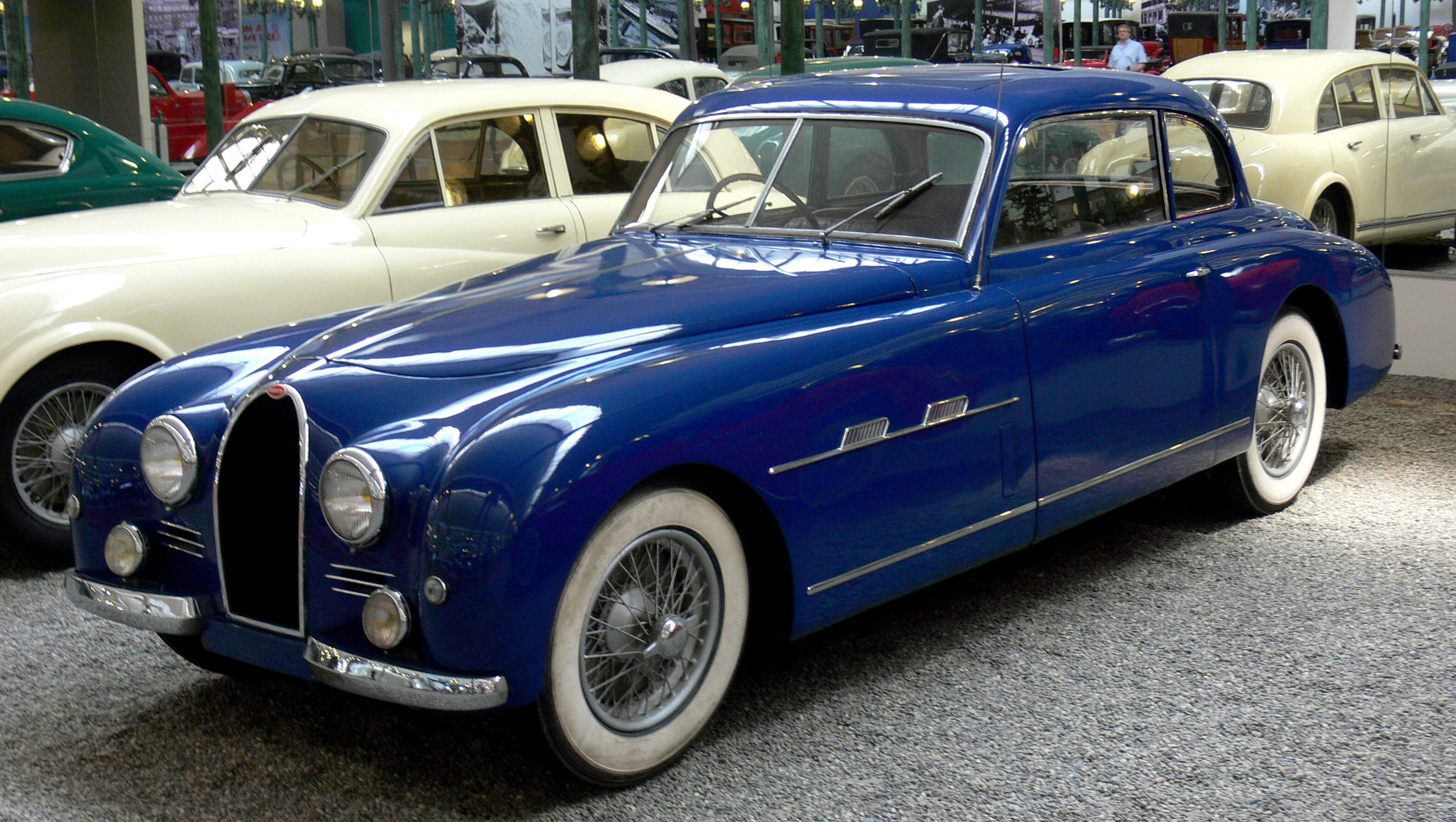
Ein Coupé mit Gangloff-Karosserie im Stil des T 101, basierend auf einem T 57-Fahrgestell (Nr. 57.454)

Neben den sechs Originalfahrzeugen stellte Bugatti in den 1950er-Jahren einige weitere Fahrzeuge her, die im Stil dem Typ 101 entsprachen. Sie beruhen aber jeweils auf älteren Fahrgestellen des Typs 57 und tragen auch dessen Fahrgestellnummern, sind demnach im strengen Sinne keine Exemplare des Typs 101.
- 1952 schuf Gangloff auf der Basis dieses Designs ein viersitziges, zweitüriges Coupé, dessen Gestaltung die wesentlichen Merkmale des Cabriolets aufgriff. Der Dachaufbau hatte dünne, steil stehende Säulen und war großflächig verglast. Das dunkelblau lackierte Fahrzeug wurde auf einem älteren Chassis des Type 57 (Nummer 57.454) verwirklicht. Das Gangloff-Coupé blieb ein Einzelstück.[12] Es steht heute in der Collection Schlumpf.
- Ein weiteres Cabriolet mit Gangloff-Karosserie entstand 1952 auf einem 17 Jahre alten T 57-Chassis. Ferner wurde mindestens ein weiteres Fahrzeug mit Coupé-Karosserie auf einem älteren Fahrgestell produziert.

## Das Scheitern des Typ 101
Das Scheitern des Type 101 wird vielfach auf seine veraltete Technik zurückgeführt: Neuere Fahrzeuge von Delahaye oder Jaguar seien technisch aktueller, leistungsfähiger und komfortabler gewesen als der Type 101. Andere führen die hohe Steuerbelastung an, die für einen Type 101 anfiel: Der Wagen war im hubraumabhängig definierten französischen Steuersystem in die Steuerklasse 17 CV oder 19 CV eingestuft worden, die in der Nachkriegszeit mit sehr hohen Kraftfahrzeugsteuern verbunden war. Nur sehr wenige Liebhaber der Marke seien bereit gewesen, derartige Belastungen auf sich zu nehmen.

## Technische Daten
| Technische Daten      | Technische Daten                                                                       |
| Bugatti               | Type 101                                                                               |
| --------------------- | -------------------------------------------------------------------------------------- |
| Motor                 | Achtzylinder-Reihenmotor wahlweise mit Kompressor                                      |
| Hubraum               | 3257 cm³                                                                               |
| Bohrung × Hub         | 72 mm × 100 mm                                                                         |
| Leistung              | 135 – 188 PS                                                                           |
| Ventile               | 16                                                                                     |
| Ventilsteuerung       | zwei obenliegende Nockenwellen                                                         |
| Getriebe              | Handgeschaltetes Vierganggetriebe wahlweise Cotal-Vorwählgetriebe; am Motor angeblockt |
| Aufhängung            | vorn und hinten Starrachsen                                                            |
| Radstand              | 3300 mm                                                                                |
| Länge × Breite × Höhe | aufbauabhängig                                                                         |
| Höchstgeschwindigkeit | 160 km/h                                                                               |